# Amakusanthura moragallae
Amakusanthura moragallae is een pissebed uit de familie Anthuridae. De wetenschappelijke naam van de soort is voor het eerst geldig gepubliceerd in 1991 door Müller.